# San Donato (metrostation)
San Donato is een metrostation in de Italiaanse stad Milaan dat werd geopend op 12 mei 1991 en wordt bediend door lijn lijn 3 van de metro van Milaan.

## Geschiedenis
In het metroplan van 1952 was een tak van lijn 4 onder de Corso Lodi voorzien, al was destijds het eindpunt nog niet bepaald. In 1977 werd een tracébesluit genomen voor lijn 3 dat ook de metrotunnel onder de Corso Lodi omvatte met San Donato als eindpunt, lijn 4 werd in 2005 geheel herzien en zal niet meer naar het zuidoosten lopen. Het depot van lijn 3 werd bovengronds ten noorden van het station gebouwd. Hoewel het San Donato heet ligt het station nog net in de gemeente Milaan pal tegen de gemeentegrens met San Donato Milanese. De bouw begon in 1986 en het depot werd in 1990 in gebruik genomen. De afwerking van de stations op het zuidelijke deel van de lijn was een jaar later gereed en op 12 mei 1991 begon de reizigersdienst.

## Ligging en inrichting
Het ondiep gelegen zuilenstation heeft drie perrons op 5 meter diepte. Aankomende reizigers stappen uit op het zijperron dat direct aansluit op de verdeelhal aan de zuidkant. Vertrekkers gebruiken een van de perrons tussen de sporen. Deze perrons zijn met een tunnel onder de sporen bereikbaar vanuit de verdeelhal. Aan de westkant van de perrons liggen overloopwissels zodat binnenkomende metrostellen meteen langs het middelste perron kunnen binnenrijden om te keren. In de normale dienst rijden de metrostellen door naar de opstelsporen ten oosten van het perron. Nog verder naar het oosten ligt een helling naar de tunnelmond bij het depot. Bovengronds staan twee parkeergarages van 4 verdiepingen met 500 plaatsen voor P & R doeleinden en ligt een groot busstation voor regionale buslijnen.    